# Saint-Martin-Lars-en-Sainte-Hermine
Saint-Martin-Lars-en-Sainte-Hermine är en kommun i departementet Vendée i regionen Pays de la Loire i västra Frankrike. Kommunen ligger i kantonen Sainte-Hermine som tillhör arrondissementet Fontenay-le-Comte. År 2022 hade Saint-Martin-Lars-en-Sainte-Hermine 421 invånare.

## Befolkningsutveckling
Antalet invånare i kommunen Saint-Martin-Lars-en-Sainte-Hermine
| Referens: INSEE |